# Baile a orillas del Manzanares
Danse sur les rives du Manzanares
Baile a orillas del Manzanares (« Danse de majos au bord du Manzanares » ou El baile de San Antonio de la Florida — « La Danse de Saint Antoine de la Floride ») est une peinture réalisée par Francisco de Goya vers 1776-1777 et appartenant à la deuxième série des cartons pour tapisserie destinée à la salle à manger du Prince des Asturies dans le Palais du Pardo.

## Contexte de l'œuvre
Tous les tableaux de la deuxième série sont destinés à la salle à manger du Prince des Asturies, c'est-à-dire de celui qui allait devenir Charles IV et de son épouse Marie Louise de Parme, au palais du Pardo. Le tableau fut livré à la Fabrique royale de tapisserie le 3 mars 1777.
Il fut considéré perdu jusqu'en 1869, lorsque la toile fut découverte dans le sous-sol du Palais royal de Madrid par Gregorio Cruzada Villaamil, et fut remise au musée du Prado en 1870 par les ordonnances du 19 janvier et du 9 février 1870, où elle est exposée dans la salle 85. La toile est citée pour la première fois dans le catalogue du musée du Prado en 1876.
La série était composée de La Merienda a orillas del Manzanares, Baile a orillas del Manzanares, La Riña en la Venta Nueva, La Riña en el Mesón del Gallo, El paseo de Andalucía, El Bebedor, El Quitasol, La cometa, Jugadores de naipes, Niños inflando una vejiga, Muchachos cogiendo frutas et El Atraco.

## Description du tableau
L'empreinte de Mengs et Bayeu, qui supervisaient encore les dessins du jeune Goya, est encore visible dans cette œuvre. L'artiste aragonais décrit le tableau comme "deux majos et deux majas dansant des seguidillas,. En arrière-plan, des musiciens, un soldat et un autre maja (élégante). En arrière-plan, la basilique Saint-François-le-Grand de Madrid est à peine visible. Il est très lumineux et coloré, bien qu'il soit sous la surveillance étroite de Mengs. La zone riveraine où se déroule l'action sera celle où Goya acquerra plus tard sa Quinta del Sordo.
Le fait que la composition forme un cercle ouvert suggère que l'artiste veut introduire le spectateur dans la danse. Les hommes sont habillés en courtisans et les femmes en majas. Cela reflète l'intérêt quasi obsessionnel de Goya pour le mélange des classes sociales, difficile à réaliser dans la réalité mais qu'il réussit avec une étonnante maîtrise dans ses compositions.  L'utilisation de couleurs vives suggère qu'il s'agit d'une pièce ludique, comme de nombreux cartons de tapisserie. Un homme à l'arrière-plan joue de la musique et se repose, tandis que l'une des femmes dansant reflète l'intérêt de Goya pour saisir l'importance du sujet plutôt qu'un visage expressif.
Goya a livré la composition, commandée en octobre 1776, le 3 mars 1777. Les dames qui se déguisaient en manolas pour leurs fêtes appartenaient souvent à l'aristocratie, qui dédaignait les thèmes mythologiques au profit d'amusements champêtres. C'est une scène animée, et on peut dire que les danseurs bougent, essayant de s'échapper de la toile. Les coups de pinceau sont lâches et l'effet de la lumière montre un beau paysage à distance.